# You Must Ask the Heart
You Must Ask the Heart je sólové studiové album amerického hudebníka Jonathana Richmana. Vydáno bylo 25. dubna 1995 společností Rounder Records a jeho producentem byl Brennan Totten, který s ním spolupracoval již na několika předchozích albech. Jde o Richmanovo sedmé a zároveň poslední album vydané společností Rounder. Kromě autorských písní obsahuje také několik coververzí, například od Toma Waitse či Sama Cooka. Píseň „Just Because I'm Irish“ Richman nazpíval v duetu s herečkou Julií Sweeney. Album vznikalo během postupného rozpadu Richmanova prvního manželství s Gail Clook. Nahráno bylo již na podzim 1994.

## Seznam skladeb
Autorem všech skladeb je Jonathan Richman, pokud není uvedeno jinak.
1. To Hide a Little Thought – 3:14
2. The Heart of Saturday Night (Tom Waits) – 1:54
3. Vampire Girl – 3:41
4. Just Because I'm Irish – 1:50
5. That's How I Feel (The Students) – 2:05
6. Let Her Go Into the Darkness – 3:16
7. The Rose (Amanda McBroom) – 1:32
8. You Must Ask the Heart – 3:25
9. Nothing Can Change This Love (Sam Cooke) – 2:06
10. Amorcito Corazon (Manuel Esperón, Pedro de Urdimalas) – 3:30
11. City vs. Country – 2:30
12. Walter Johnson – 2:50
13. Nishi (tradicionál) – 0:17

## Obsazení
- Jonathan Richman – zpěv, kytara
- Scot Woodland – konga
- John Girton – saxofon, kytara
- Joseph Marc – klavír
- Ned Claflin – varhany
- Jim Washburn – baskytara
- Julia Sweeney – zpěv
- The Baltimores – doprovodné vokály